# Michael York
Michael York (født 27. marts 1942) er en engelsk skuespiller. Michael York debuterede som skuespiller i filmen Trold kan tæmmes fra 1967, der havde Richard Burton og Elizabeth Taylor i hovedrollerne. 
Michael Yorks personlige gennembrud kom i 1972 i filmen Cabaret. York opnåede også succes i filmen De tre musketerer fra 1973. 
Senere blev han kendt som Basil Exposition i Austin Powers-filmene.

## Filmografi
- 1967 The Taming of the Shrew
- 1967 Liefdesbekentenissen
- 1967 Smashing Time
- 1967 Accident
- 1967 Red and Blue
- 1968 The Strange Affair
- 1968 Romeo and Juliet
- 1969 The Guru
- 1969 Alfred the Great
- 1969 Justine
- 1970 Something for Everyone
- 1971 La Poudre d'escampette
- 1971 Zeppelin
- 1972 Cabaret
- 1973 The Three Musketeers
- 1973 England Made Me
- 1973 Lost Horizon
- 1974 Great Expectations
- 1974 Murder on the Orient Express
- 1975 Conduct Unbecoming
- 1975 The Four Musketeers
- 1976 Logan's Run
- 1976 Seven Nights in Japan
- 1977 Jesus of Nazareth
- 1977 The Last Remake of Beau Geste
- 1977 The Island of Dr. Moreau
- 1978 Fedora
- 1978 Much Ado About Nothing
- 1979 The Riddle of the Sands
- 1979 A Man Called Intrepid
- 1980 Final Assignment
- 1981 The White Lions
- 1983 The Weather in the Streets
- 1983 Au Nom de Tous les Miens
- 1983 The Phantom of the Opera
- 1984 Success Is the Best Revenge
- 1984 The Master of Ballantrae (1984 TV movie)
- 1985 Nevil Shute's the Far Country
- 1985 James A. Michener's Space
- 1985 British Rock The First Wave
- 1986 Storybook Series, Vol. 4
- 1986 Ponce de Leon and the Fountain of Youth
- 1986 L'Aube
- 1986 The Far Country
- 1986 Sword of Gideon
- 1986 Dark Mansions
- 1987 Un Delitto Poco Comune
- 1987 Lethal Obsession
- 1987 Spaceballs (uncredited)
- 1988 The Secret of the Sahara aka Il Segreto Del Sahara
- 1988 Midnight Cop
- 1988 The Four Minute Mile
- 1989 The Return of the Musketeers
- 1989 Till We Meet Again
- 1989 The Lady and the Highwayman
- 1990 Night of the Fox
- 1990 Come See the Paradise
- 1990 Shelley Duvall's Tall Tales and Legends: Ponce de Leon
- 1991 The Heat of the Day
- 1991 Eline Vere
- 1991 Road to Avonlea: All That Glitters
- 1991 Road to Avonlea: Sea Ghost
- 1991 Duel of Hearts
- 1992 Gardens of the World with Audrey Hepburn
- 1992 Wide Sargasso Sea
- 1992 The Long Shadow
- 1993 Batman: The Animated Series (voice)
- 1993 Tracey Ullman Takes On New York
- 1994 Discretion Assured
- 1995 Not of This Earth
- 1996 September
- 1996 Danielle Steel's The Ring
- 1996 Babylon 5: A Late Delivery from Avalon
- 1997 The Long Way Home
- 1997 True Women
- 1997 Dark Planet
- 1997 The Treat
- 1997 A Christmas Carol
- 1997 Goodbye America
- 1997 Austin Powers: International Man of Mystery
- 1997 The Ripper
- 1998 54
- 1998 A Dirty Little Business
- 1998 Perfect Little Angels
- 1998 One Hell of a Guy
- 1998 Wrongfully Accused
- 1998 A Knight in Camelot
- 1999 Henry James' The Ghostly Rental
- 1999 The Haunting of Hell House
- 1999 The Omega Code
- 1999 Austin Powers: The Spy Who Shagged Me
- 1999 Puss in Boots
- 2000 The Land Before Time VII: The Stone of Cold Fire
- 2000 Founding Fathers: You Say You Want a Revolution
- 2000 Founding Fathers: Rebels...With a Cause
- 2000 Borstal Boy
- 2000 A Monkey's Tale
- 2000 Founding Fathers: A Healthy Constitution
- 2000 Founding Fathers: Taking Liberties
- 2001 Criminal Desire
- 2001 Megiddo: The Omega Code 2
- 2002 Liberty's Kids
- 2002 Founding Brothers: The Evolution of a Revolution, Part Three - Parties
- 2002 Founding Brothers: A More Perfect Union, Part Two - Government
- 2002 Austin Powers in Goldmember
- 2002 Founding Brothers: The Evolution of a Revolution, Part Four - Posterity
- 2002 Founding Brothers: A More Perfect Union, Part One - Leadership
- 2002 A Very Merry Pooh Year Narrator
- 2003 La Femme Musketeer
- 2003 Gilmore Girls: Ted Koppel's Night Out
- 2004 The Remains of the Piano
- 2004 Moscow Heat
- 2004 Gilmore Girls: Luke Can See Her Face
- 2004 Gilmore Girls: Afterboom
- 2004 Justice League Unlimited: Hawk and Dove
- 2004 Gilmore Girls: The Nanny and the Professor
- 2004 Crusader
- 2005 Icon
- 2006  Law & Order: Criminal Intent": "Slither"
- 2007 Flatland: The Movie
- 2008 Świadectwo (polsk-italiensk produktion, som fortæller)
- 2008 Testimony
- 2009 Transformers: Revenge of the Fallen
- 2009 Star Wars: The Clone Wars
- 2010 Pravosudiye volkov
- 2010 How I Met Your Mother
- 2010 The Mill and the Cross
- 2010 Tom and Jerry Meet Sherlock Holmes (kun stemme)